# Zachrašťany
Zachrašťany (deutsch Zachraschtian) ist eine Gemeinde in Tschechien. Sie liegt drei Kilometer südlich von Nový Bydžov und gehört zum Okres Hradec Králové.

## Geographie

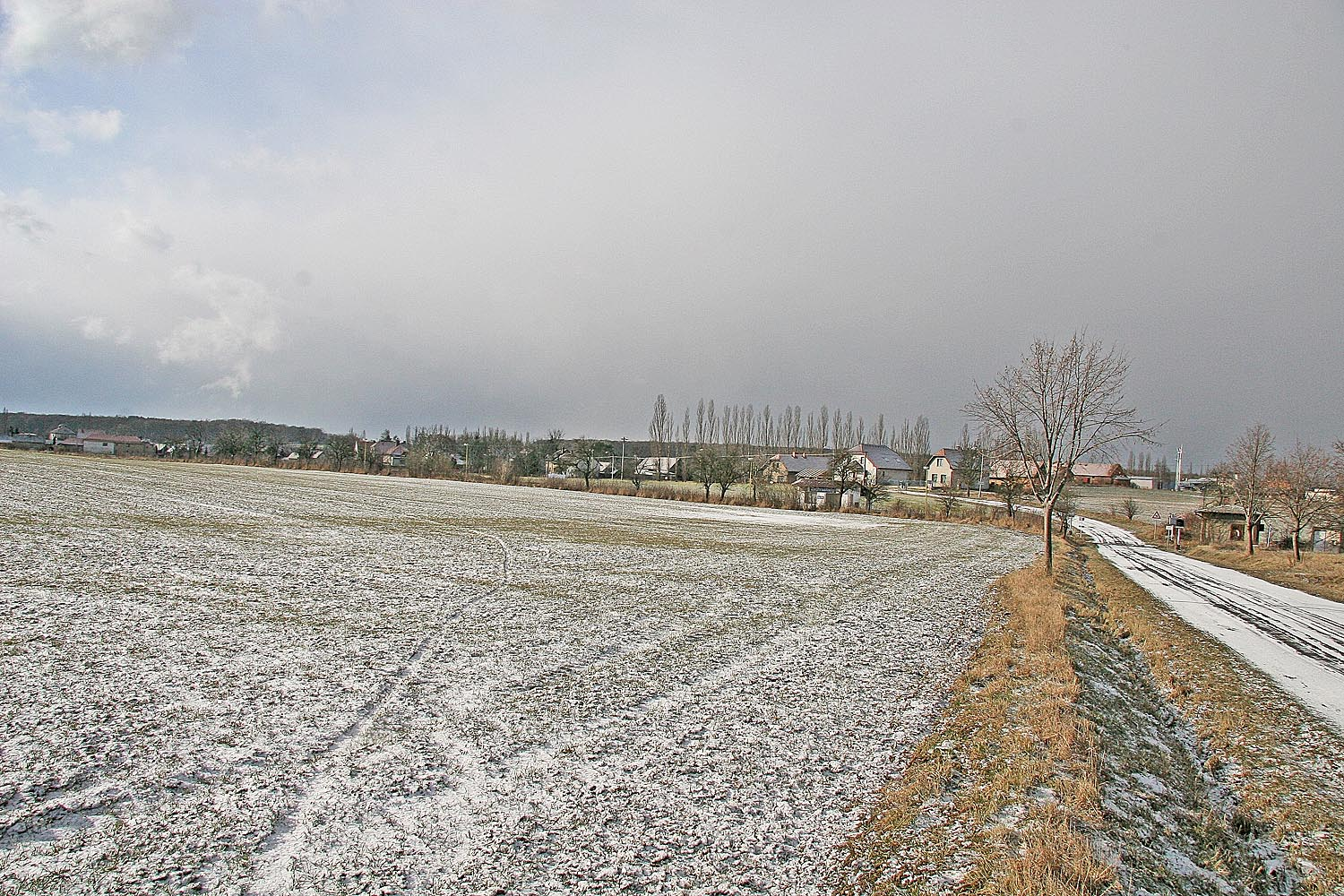
Östliche Ansicht des Dorfs von Vysočany aus

Zachrašťany befindet sich rechtsseitig der Cidlina an einer Anhöhe auf der Ostböhmischen Tafel. Südwestlich erhebt sich der Hügel Kamenec (259 m). im Osten verläuft die Bahnstrecke Velký Osek–Trutnov.
Nachbarorte sind Zábědov und Chudonice im Norden, Osek und Humburky im Nordosten, Vysočany im Osten, Bydžovská Lhotka im Südosten, Mlékosrby, Luková und Zadražany im Süden, Nepolisy und Žabí Lhotka im Südwesten, Lužec nad Cidlinou im Westen sowie Nová Skřeněř und Stará Skřeněř im Nordwesten.

## Geschichte
Die erste schriftliche Erwähnung des Ortes erfolgte im Jahre 1287. Das Dorf Zachrašťany wurde an Stelle einer alten Feste errichtet, die 1425 während der Hussitenkriege erobert und zerstört worden war.
Nach der Aufhebung der Grundherrschaften bildete Zachrášťany  ab 1850 eine Gemeinde im Bezirk Nový Bydžov. Mit dem Bau der Bahnstrecke Groß Wossek-Wostromer erhielt das Dorf 1870 einen Eisenbahnanschluss. Seit 1961 gehört die Gemeinde Zachrašťany zum Okres Hradec Králové. Zwischen 1980 und 1990 war Zachrašťany nach Nový Bydžov eingemeindet.

## Gemeindegliederung
Für die Gemeinde Zachrašťany sind keine Ortsteile ausgewiesen.

## Sehenswürdigkeiten
- Kapelle, östlich der Bahnstation an der Straße nach Vysočany